# Emanoil Socor
Emanoil (sau Emanuel) Socor (n. 17 martie 1881 – d. 20 octombrie 1951) a fost un jurnalist, jurist (doctor în drept), om politic de stânga și militant antifascist.

## Biografie
Socor a fost redactor șef al ziarelor Adevărul și Dimineața, precum și fondator al ziarelor ABC și Zorile. În după amiaza zilei de 30 decembrie 1930 un tânăr a încercat să-l asasineze, dar a supraviețuit.
Socor a fost antifascist și s-a opus rasismului, manifestat în România acelor vremuri prin antisemitism. În calitate de deputat al României din partea Partidului Socialist, Socor a intrat în polemici cu politicianul de extrema dreaptă A. C. Cuza, pe care l-a acuzat de plagiat.
Emanoil Socor a fost tatăl compozitorului Matei Socor, respectiv bunicul profesorului universitar Vladimir Socor.